# شانون بوكس
شانون بوكس (Shannon Boxx) هي لاعبة أولمبية لرياضة كرة القدم من الولايات المتحدة. شاركت في الأولمبياد الصيفي في 2004–2012، وفازت بما مجموعه 3 ميداليات.

## الميداليات
| ذهب | فضة | برونز | المجموع |
| 3   | 0   | 0     | 3       |

## روابط خارجية
- شانون بوكس على موقع الاتحاد الدولي (مؤرشف)  (الإنجليزية)
- شانون بوكس على موقع الاتحاد الأوربي (الإنجليزية)
- شانون بوكس على موقع قاعدة بيانات كرة القدم.إي يو (الإنجليزية)
- شانون بوكس على موقع Soccerway.com (الإنجليزية)
- شانون بوكس على موقع عالم كرة القدم.نت (الإنجليزية)
- شانون بوكس على موقع اللجنة الأولمبية الدولية (الإنجليزية)
- شانون بوكس على موقع أوليمبيديا (الإنجليزية)